# Colonia Vista Aero
Colonia Vista Aero är en ort i Mexiko.   Den ligger i kommunen León och delstaten Guanajuato, i den centrala delen av landet, 300 km nordväst om huvudstaden Mexico City. Colonia Vista Aero ligger 1 907 meter över havet och antalet invånare är 144.
Terrängen runt Colonia Vista Aero är huvudsakligen kuperad, men söderut är den platt. Runt Colonia Vista Aero är det mycket tätbefolkat, med 1 313 invånare per kvadratkilometer. Närmaste större samhälle är León de los Aldama, 8,9 km söder om Colonia Vista Aero. Runt Colonia Vista Aero är det i huvudsak tätbebyggt.